# Pretty on the Inside
Albums de Hole
Live Through This
(1994)
Singles
1. Teenage Whore
Sortie : Août 1991

Pretty on the Inside est le premier album du groupe Hole sorti en 1991.

## Liste des chansons
| No  | Titre                  | Durée |
| --- | ---------------------- | ----- |
| 1.  | Teenage Whore          | 2:57  |
| 2.  | Babydoll               | 4:59  |
| 3.  | Garbadge Man           | 3:19  |
| 4.  | Sassy                  | 1:43  |
| 5.  | Good Sister/Bad Sister | 5:47  |
| 6.  | Mrs. Jones             | 5:25  |
| 7.  | Berry                  | 2:46  |
| 8.  | Loaded                 | 4:19  |
| 9.  | Starbelly              | 1:46  |
| 10. | Pretty on the Inside   | 1:27  |
| 11. | Clouds                 | 3:58  |